# Тополь сереющий
То́поль сере́ющий (лат. Populus × canescens) — вид лиственных деревьев из рода Тополь (Populus) семейства Ивовые (Salicaceae). Спонтанный гибрид тополя белого (Populus alba) и осины (Populus tremula).

## Распространение и экология
В природе ареал вида охватывает практически всю территорию Европы, Малую Азию и Китай (Синьцзян-Уйгурский автономный район). Натурализовалось повсеместно.
Произрастает по поймам рек степной зоны.
Морозоустойчив. Растёт быстро, даёт обильные корневые отпрыски.
В местах произрастания виду сопутствуют осина и тополь белый разных полов, в связи с чем бывает затруднительно установить его точное распределение.

## Ботаническое описание
Высокое дерево, до 30 м, с широкой, яйцевидной или шатровидной, почти плакучей кроной и стволом покрытым глубокотрещиноватой, серой или беловато-серой корой. Побеги серо-войлочные; позже голые, цилиндрические, оливково-серые.
Почки мелкие, желтовато-коричневые, немного опушённые. Черешки сплюснутые, короткие, голые.
Листья побегов почти сердцевидные, слегка лопастные, с зубчиками; ветвей — округлые, неправильно выемчатые.
Рыльца карминово-красные, параллельно приподнятые над длинной оси завязей.

## Таксономия
Populus × canescens (Aiton) Sm., Flora Britannica 3: 1080. 1804.
Вид Тополь сереющий входит в род Тополь (Populus) семейства Ивовые (Salicaceae) порядка Мальпигиецветные (Malpighiales).
|  |                                      |  |                                                             |                                                             |                  |  | ещё 36 семейств (согласно Системе APG II) | ещё 36 семейств (согласно Системе APG II) |                     |  |  |  | ещё 25—35 видов |
|  |                                      |  |                                                             |                                                             |                  |  | ещё 36 семейств (согласно Системе APG II) | ещё 36 семейств (согласно Системе APG II) |                     |  |  |  | ещё 25—35 видов |
|  |                                      |  |                                                             | порядок Мальпигиецветные                                    |                  |  |                                           |                                           | род Тополь          |  |  |  |                 |
|  |                                      |  |                                                             | порядок Мальпигиецветные                                    |                  |  |                                           |                                           | род Тополь          |  |  |  |                 |
|  | отдел Цветковые, или Покрытосеменные |  |                                                             |                                                             | семейство Ивовые |  |                                           |                                           | вид Тополь сереющий |  |  |  |                 |
|  | отдел Цветковые, или Покрытосеменные |  |                                                             |                                                             | семейство Ивовые |  |                                           |                                           |                     |  |  |  |                 |
|  |                                      |  | ещё 44 порядка цветковых растений (согласно Системе APG II) | ещё 44 порядка цветковых растений (согласно Системе APG II) |                  |  |                                           | ещё около 57 родов                        | ещё около 57 родов  |  |  |  |                 |
|  |                                      |  |                                                             | ещё 44 порядка цветковых растений (согласно Системе APG II) |                  |  |                                           |                                           | ещё около 57 родов  |  |  |  |                 |

Первоначально тополь сереющий был описан Эйтоном как разновидность тополя белого (Populus alba var. canescens), в 1804 году, Смит описал растение как самостоятельный отдельный вид тополя. Впоследствии ботаники стали рассматривать этот вид как гибрид естественного происхождения,  спонтанно возникший в результате свободного скрещивания тополя белого (Populus alba) и осины (Populus tremula).

### Синонимы
- Populus alba var. canescens Aiton, Hort. Kew.[англ.] 3: 405. 1789.basionym
- Leuce × canescens (Aiton) Opiz, Seznam: 59. 1852.
- Populus × hybrida Rchb., Fl. Germ. Helv. 21: 29. 1863.
- Populus × ambigua Beck, Fl. Nieder-Österreich 1: 305. 1890.
- Populus × juliana-pendula Dippel, Handb. Laubholzk. 2: 192. 1892.
- Populus × fredroviensis Wróbl., Roczn. Polsk. Towarz. Dendrol. 3: 30. 1930.
- Populus × rogalinensis Wróbl., Rhodora 3: 30. 1930.
- Populus schischkinii Grossh., Ботанический журнал СССР 29: 124. 1944.

## Значение и применение
В связи с гибридным происхождением тополь сереющий вызывает значительный научный интерес у генетиков и селекционеров, дерево отличается высокой вариабельностью, в популяциях встречается много полиплоидных клонов, которые используются при изучении интрогрессивной гибридизации и видообразования при спонтанном мутагенезе.  Этот гибрид в генетических исследованиях служит моделью при изучении стерильности аллотриплоидных биотопов, и возможности валентных скрещиваний.
На плантациях с совместно произрастающими разнополыми тополем белым и осиной постоянно получаются новые гетерозисные формы тополя сереющего.
Известно несколько форм гибрида:
- Крупнолистная форма известна из Хопёрского заповедника и Богучарского района, имеет крупные листья, до 13 см шириной (на однолетних побегах до 27 см), сидящие на длинных (до 10 см) черешках. В Хопёрском заповеднике выделяется участок древостоя женских клонов этой формы, произрастающих в пойме на тёмно-серых суглинистых почвах, деревья превосходят осину одного возраста по средней высоте на 18 %, среднему диаметру ствола на 41,5 %. Анализ проба показал, что древесина взрослых деревьев характеризуется большей длиной древесных волокон.
- Осиноподобная форма сходна по внешнему виду с осиной, однако кора текстурой и окраской походить на тополь белый. Листья по сравнению с осиной имеют более вытянутую форму, край листовой пластинки крупно-городчато-зубчатый, с малозаметным опушением. Деревья имеют высокую продуктивность и большую длину волокна древесины.
- Узкокронная осиноподобная форма имеет узкопирамидальную крону, сучья тонкие, отходят от ствола под острым углом. Листья формой напоминают листья осины, со слегка опушенной нижней стороной. Форма отличается высоким содержанием механической ткани и высокой плотностью древесины.
- Полуплакучая форма характеризуется раскидистой кроной с относительно повислыми ветвями, длиной 1—2 метра. Побеги, почки и листья на нижней стороне опушены. Листовые пластинки средней величины.[3]

### Сорта
Российский Государственный реестр селекционных достижений в 2022 году включает 9 сортов тополя среди которых два сорта тополя сереющего:
- Хоперский 1 — дерево с крупной листовой пластинкой. Происходит от аллотриплоидной формы тополя сереющего, из поймы реки Хопёр. Размножается черенкованием, с трудом. Женские деревья отличаются длинноволокнистостью и представляют интерес для лесной промышленности.[3]
- Приярский — происходит от исполинской формы тополя сереющего, которая по своим признакам напоминает осину, популяция произрастает в пойме реки Дон поблизости от хутора Прияр, древесина деревьев этого сорта отличается высокой плотностью (645 кг/м³) и длинноволокнистостью (1,6 мм).[3]

Сорта тополя Хоперский 1 и Приярский служат посадочным материалом при возделывании специализированных плантаций, культивируемых для быстрого получения балансов.